# امحدين

تعديل مصدري - تعديل

امحدين هي إحدى قرى عزلة جيشان بمديرية جيشان التابعة لمحافظة أبين، بلغ تعداد سكانها 80 نسمة حسب تعداد اليمن لعام 2004.